# Pożądanie
Pożądanie – silne pragnienie czegoś lub fizyczny pociąg do kogoś (np. pożądać snu, spokoju, osoby).
Pożądanie jest emocją związaną z działaniem układu dopaminergicznego (zob. mezolimbiczny szlak dopaminergiczny). Najbardziej wnikliwe naukowe badania neurochemii tej emocji dotyczyły narkomanii i związanych z nią zaburzeń wydzielania dopaminy (zob. też układ nagrody). Podobne do głodu narkotycznego objawy pożądania występują również w przypadkach innych uzależnień, np. od hazardu.
Pojawienie się pożądania mogą wywoływać bodźce lub przedmioty pozornie obojętne, które nabierają znaczenia w procesie warunkowania (np. w mózgach narkomanów, którym pokazywano zdjęcia przyborów, których używali w czasie zażywania kokainy, obserwowano zmiany podobne do wywoływanych przez ten narkotyk). Specjaliści przytaczają liczne przykłady sytuacji, w których „układ upodobania” przekształca się w uzależnienie (np. upodobanie do papierosów w uzależnienie od nikotyny).